# Glynor Plet
Glynor Plet (Ámsterdam, Países Bajos, 30 de enero de 1987) es un exfutbolista neerlandés. Jugaba de delantero y su último equipo fue el S. C. Telstar de la Eerste Divisie.

## Trayectoria

### Telstar
Plet no pudo desplegar su fútbol hasta su transferencia al Telstar de la Eerste Divisie en el año 2008, aunque su mejor época en el club fue en la temporada 2009-10 de la competición. El Telstar no consiguió el ascenso a la Eredivisie, pero Plet figuró en la parte de arriba de la tabla goleadores, consiguiendo 20 tantos, y ubicándose cuarto sólo detrás de Michael de Leeuw (BV Veendam), Mark de Vries (Cambuur Leeuwarden) y Johan Voskamp (Helmond Sport). Anotó 39 goles en 73 partidos con el Telstar.

### Heracles Almelo
Al final de su gloriosa época en la Eerste Divisie con el Telstar, en mayo de 2010, Plet fue adquirido por el Heracles Almelo bajo un contrato de tres años con opción de un año más, complementándose con la llegada de Peter Bosz a la dirección técnica del club.
Debutó en el Heracles el 7 de agosto de 2010, en una victoria por 3-0 ante el Willem II Tilburg con dos tantos del mismo Plet.

## Clubes
| Club                     | País         | Año       |
| ------------------------ | ------------ | --------- |
| F. C. Den Bosch          | Países Bajos | 2006-2007 |
| F. C. Lisse              | Países Bajos | 2007-2008 |
| S. C. Telstar            | Países Bajos | 2008-2010 |
| Heracles Almelo          | Países Bajos | 2010-2011 |
| F. C. Twente             | Países Bajos | 2012-2013 |
| K. R. C. Genk (cedido)   | Bélgica      | 2012-2013 |
| Hapoel Be'er Sheva       | Israel       | 2013-2014 |
| S. V. Zulte Waregem      | Bélgica      | 2014-2015 |
| Go Ahead Eagles (cedido) | Países Bajos | 2015      |
| Maccabi Haifa F. C.      | Israel       | 2015-2017 |
| Alanyaspor               | Turquía      | 2017-2019 |
| S. C. Telstar            | Países Bajos | 2019-2023 |